# Hestebremser
|  | Denne artikel er om hele gruppen hestebremser. Se hestebremse for den art som snylter på heste. |
Hestebremser (Gasterophilinae) er en gruppe af fluer. De har tidligere været klassificeret som en familie med navnet Gasterophilidae, men nyere forskning placerer dem som en underfamile til bremser. Der er omkring 50 arter af hestefluer som findes over hele verden, men især i Asien og Afrika. De er snyltere på store pattedyr, bl.a. heste, næsehorn og elefanter. Nogle arter kan også snylte på mennesker.
Hestebremser lægger deres æg på deres værtsdyr eller på vegetation. Larverne bliver enten slugt eller borer sig ind i værten, hvor de udvikler sig i tarmene. De kommer ud med afføringen når de er færdigudviklede og forpupper sig i jorden. De voksne hestebremser lever kun kort tid og indtager ikke føde.

## Billeder
- Hestebremse
- Hest med æg af hestebremse på pelsen (forben til højre)
- Larve af hestebremse
- Larver af Gasterophilus haemorrhoidalis
- Muldyr som er inficeret med larver af Gasterophilus haemorrhoidalis i endetarmen